# Keben okazały
Keben okazały

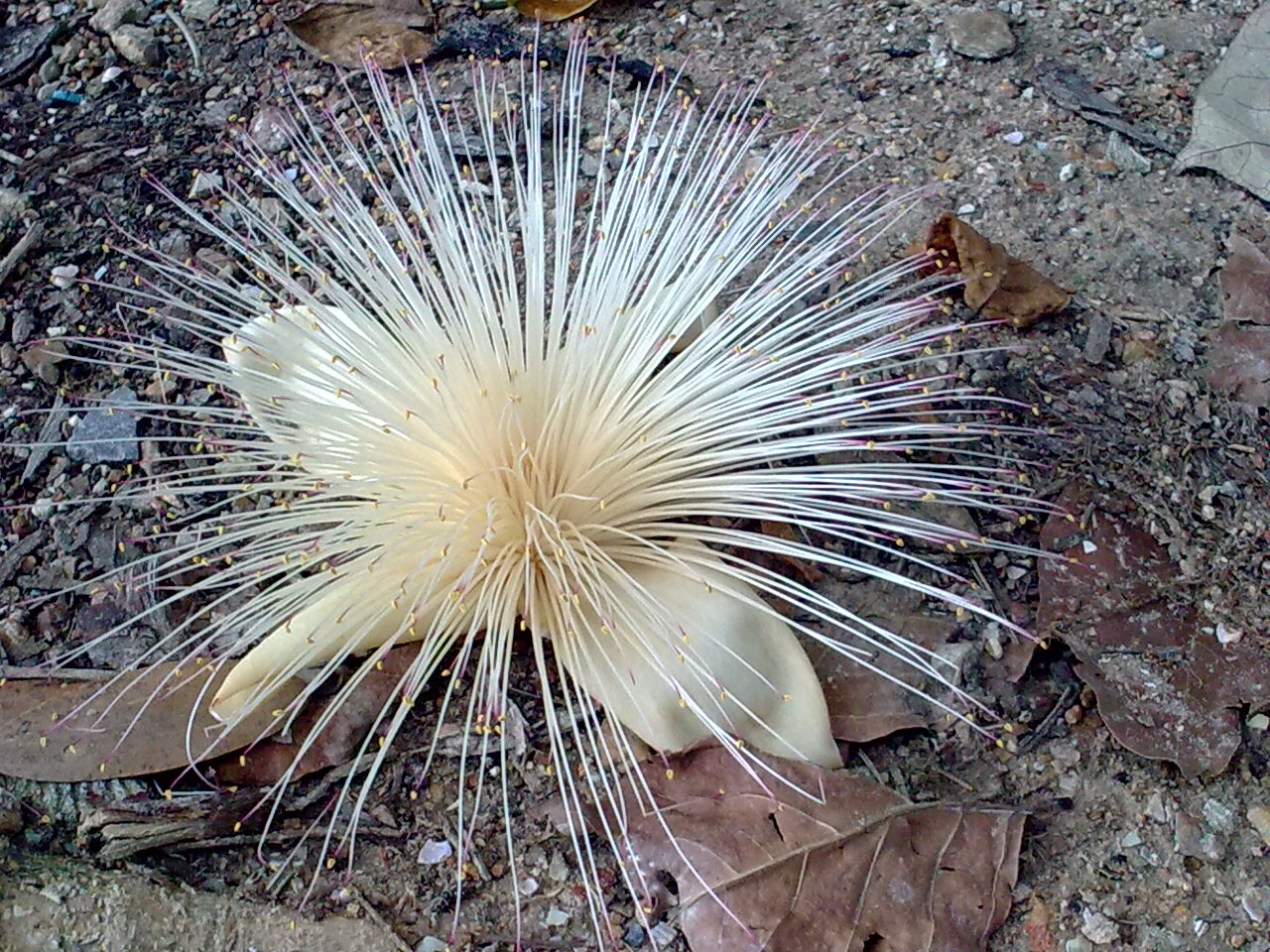
Kwiat

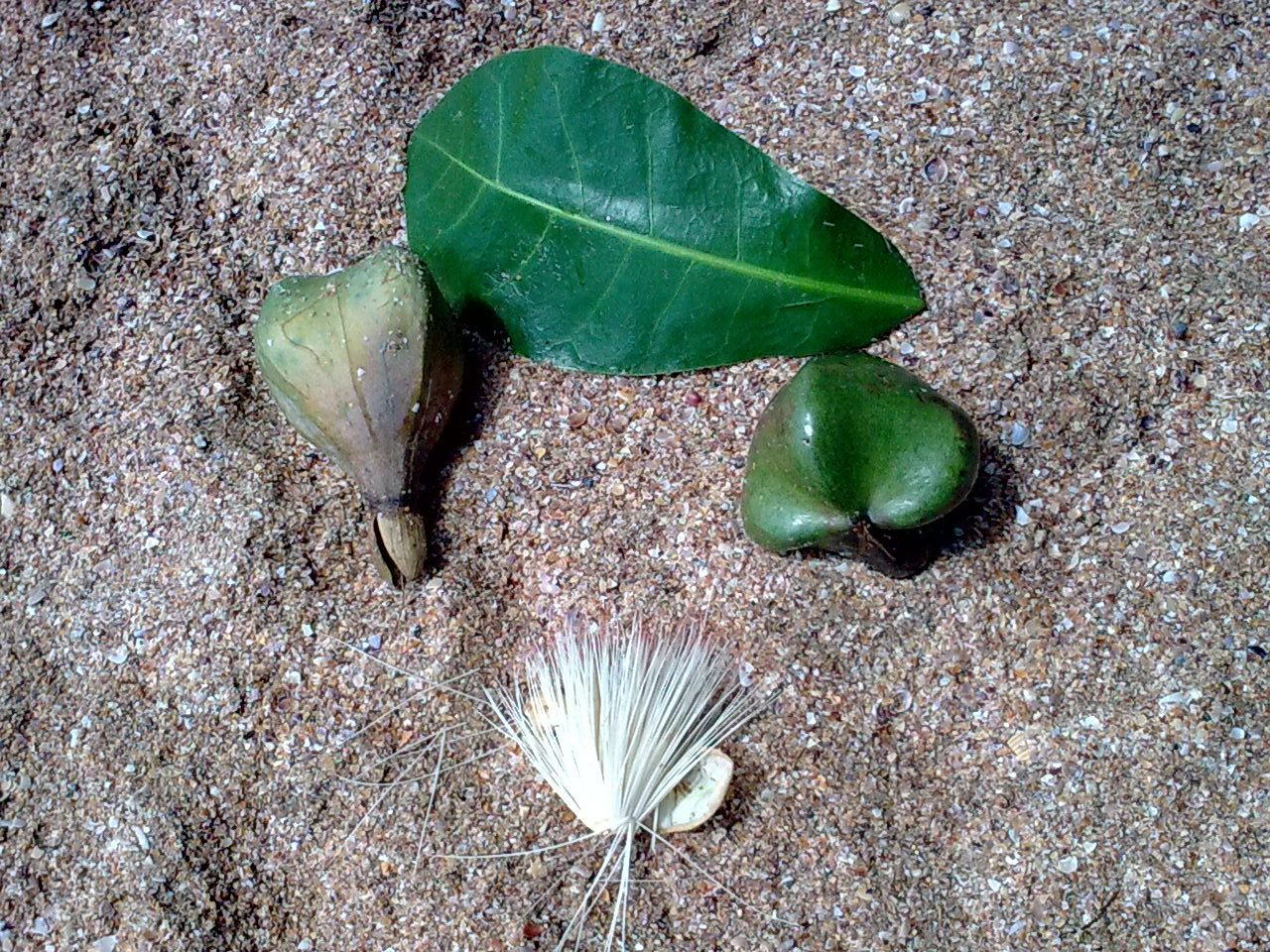
Kwiat, liść i owoce

(Barringtonia asiatica (L.) Kurz) – gatunek drzewa z rodziny czaszniowatych. Pochodzi z wybrzeży Oceanu Indyjskiego i zachodniego Pacyfiku. Cała roślina trująca, spożycie miąższu u ludzi wywołuje duszności i silne torsje, a nawet śmierć. Nazwa łacińska upamiętnia brytyjskiego przyrodnika Dainesa Barringtona.

## Morfologia
PokrójDrzewo osiągające do 15 m wysokości. Pień nisko ugałęziony, widoczne na powierzchni daleko wybiegające korzenie.
LiścieOwalne, długości do 60 cm, mięsiste, o nasadzie wąskiej, zebrane na szczytach gałązek.
KwiatyBardzo duże, pachnące, płatki kremowobiałe, wiele pręcików ułożonych w kształcie pędzelka. Otwierają się wieczorem i opadają przed świtem.
OwoceBardzo duże brązowe, kanciaste pestkowce, z grubą twardą łupiną. Odporne na wodę morską, mogą latami dryfować po oceanie.

## Zastosowanie
- Gatunek sadzony jest powszechnie w tropikach jako drzewo ozdobne.
- Miąższ i sproszkowane nasiona tradycyjnie stosowane są do ogłuszania ryb, stąd zwyczajowa nazwa angielska: Fish Poison Tree, u ryb powoduje paraliż pęcherza pławnego[7]; także w środkach owadobójczych.
- Nasiona wykorzystywane w medycynie naturalnej, składnik leków antymalarycznych.
- Olej z nasion używany w lampach
- Z drewna wykonuje się tradycyjne ozdoby.